# Thaumasiomyces scaurus
Thaumasiomyces scaurus är en svampart som beskrevs av Thaxt. 1931. Thaumasiomyces scaurus ingår i släktet Thaumasiomyces och familjen Ceratomycetaceae.   Inga underarter finns listade i Catalogue of Life.